# Opio (Alpes-Maritimes)
Opio település Franciaországban, Alpes-Maritimes megyében. Lakosainak száma 2408 fő (2022. január 1.). Opio Châteauneuf-Grasse, Roquefort-les-Pins, Le Rouret és Valbonne községekkel határos.

## Népesség
A település népességének változása:
| Lakosok száma | 790  | 1336 | 1792 | 2143 | 2194 | 2212 | 2214 | 2295 | 2375 | 2408 |
|               | 1968 | 1982 | 1990 | 2006 | 2013 | 2015 | 2017 | 2019 | 2020 | 2022 |